# 銚子駅
銚子駅（ちょうしえき）は、千葉県銚子市西芝町にある、東日本旅客鉄道（JR東日本）・銚子電気鉄道（銚子電鉄）の駅である。両社の共同使用駅であり、JR東日本が駅を管轄している。

## 乗り入れ路線
JR東日本の総武本線の終着駅かつ銚子電気鉄道線の起点駅で、両線の接続駅となっている。銚子電鉄には駅番号 CD01 が設定されている。かつては新生駅への貨物線および醤油醸造会社の各社工場への専用側線が分岐し、銚子漁港にも直結していた。新生駅への貨物線は1978年（昭和53年）3月31日で廃止された。
JRの駅には総武本線の列車のほか、隣の松岸駅で分岐する成田線の列車も乗り入れている。総武本線と成田線が再び合流する佐倉駅以西（千葉方面）へは、総武本線経由と成田線経由のどちらでも行けるが、営業キロ・所要時間ともに総武本線回りの方が短いため、先に銚子駅を発車した成田線経由の列車より、後から銚子駅を発車した総武本線経由の列車のほうが佐倉駅以西で先行することがある。

## 歴史
『銚子市史』では、総武本線の建設にあたり「他の都市は鉄道の開通を嫌ったのに対して銚子は歓迎し、駅の用地の提供を行った」としている が、これに対して、出典が何も示されていないことや、フィクションを史実として発表を繰り返してきた前歴のある執筆者であることなどから「単なる憶測に基づいての記述と考えて差し支えないであろう」との指摘もある。

### 年表
- 1897年（明治30年）6月1日：総武鉄道（初代）の駅として開業[1]。
- 1900年（明治33年）3月28日：新生までの貨物支線開業[1]。
- 1907年（明治40年）9月1日：総武鉄道が買収され、帝国鉄道庁の駅となる[1]。
- 1923年（大正12年）7月5日：銚子電気鉄道開業[1]。
- 1945年（昭和20年）7月19日：空襲で駅舎が焼失[1]。
- 1948年（昭和23年）1月5日：空襲で焼失した駅舎再建。
- 1974年（昭和49年）
  - 4月21日：みどりの窓口および旅行センターの営業を開始[7][8]。
  - 10月26日：佐倉 - 銚子間電化[1]。
- 1978年（昭和53年）3月31日：銚子 - 新生間の貨物支線が廃止[1][4]。
- 1987年（昭和62年）4月1日：国鉄分割民営化に伴い、総武本線は東日本旅客鉄道（JR東日本）の駅となる[9]。
- 1997年（平成9年）6月1日：開業100周年。7月6日記念イベント開催。
- 2007年（平成19年）2月1日：4月30日の「ちばデスティネーションキャンペーン」に併せて駅舎のリニューアル工事実施。NEWDAYS・多機能トイレ・待合室や銚子市観光協会などが新設。
- 2009年（平成21年）3月14日：ICカード「Suica」の利用が可能となる[10]。東京近郊区間に組み込まれる[10]。自動改札機稼働開始。
- 2016年（平成28年）
  - 10月：駅舎建替え工事開始[11]。トイレ閉鎖・仮設トイレ使用開始。待合室閉鎖。NEWDAYS閉鎖・仮設KIOSK使用開始。
  - 12月1日：銚子電鉄の駅にNTTレゾナントが命名権を獲得。愛称はないが、駅名表示板の後ろに「supported by goo」の文字が入る。
- 2017年（平成29年）7月16日：職員用詰所部分を除く旧駅舎閉鎖。新駅舎の駅事務室、駅レンタカー営業所、観光協会案内所部分竣工し、移転使用開始。仮設改札口、仮設券売所使用開始。
- 2018年（平成30年）
  - 1月1日：銚子電鉄の駅に（株）BAN‐ZI及び（株）REPROUDが命名権を獲得。駅名愛称が「絶対にあきらめない 銚子」となる。
  - 2月16日：新駅舎の改札口、コンコース、待合室使用開始。
  - 3月1日：新駅舎のトイレ使用開始。仮設トイレ閉鎖。
  - 3月23日：NewDays及び駅弁の販売再開（仮設KIOSKは3月14日で閉鎖）。
  - 3月28日：新駅舎の建築工事完工[12]。
  - 4月13日：新駅舎のオープニングセレモニー開催[12][13]。
- 2022年（令和4年）
  - 10月31日：みどりの窓口の営業を終了[14][15]。
  - 11月1日：話せる指定席券売機を導入[2][15]。

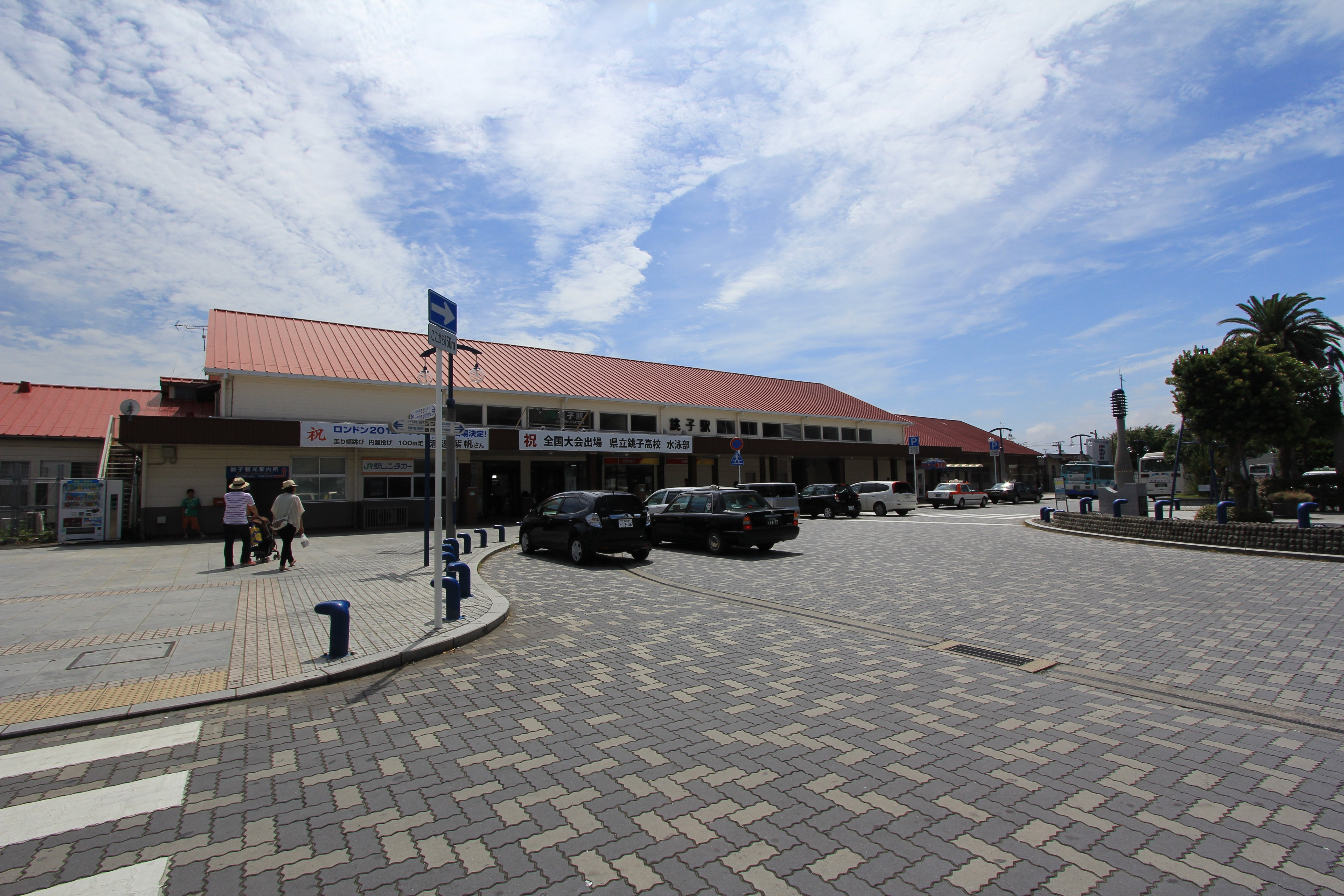
旧駅舎（右奥の一段低い屋根の部分（職員詰所）を残し2017年に解体）
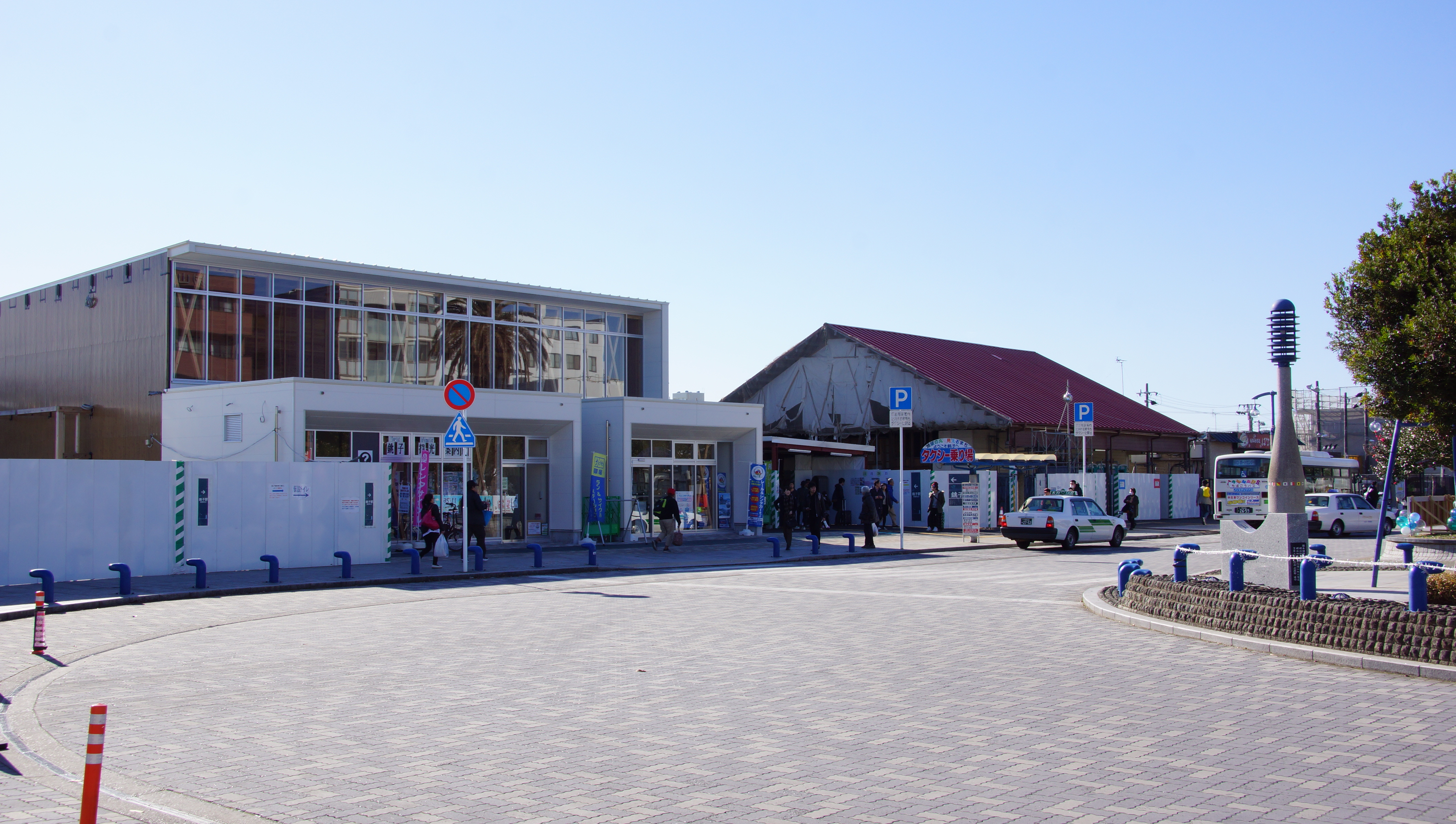
建替え工事中の駅舎（2017年11月）
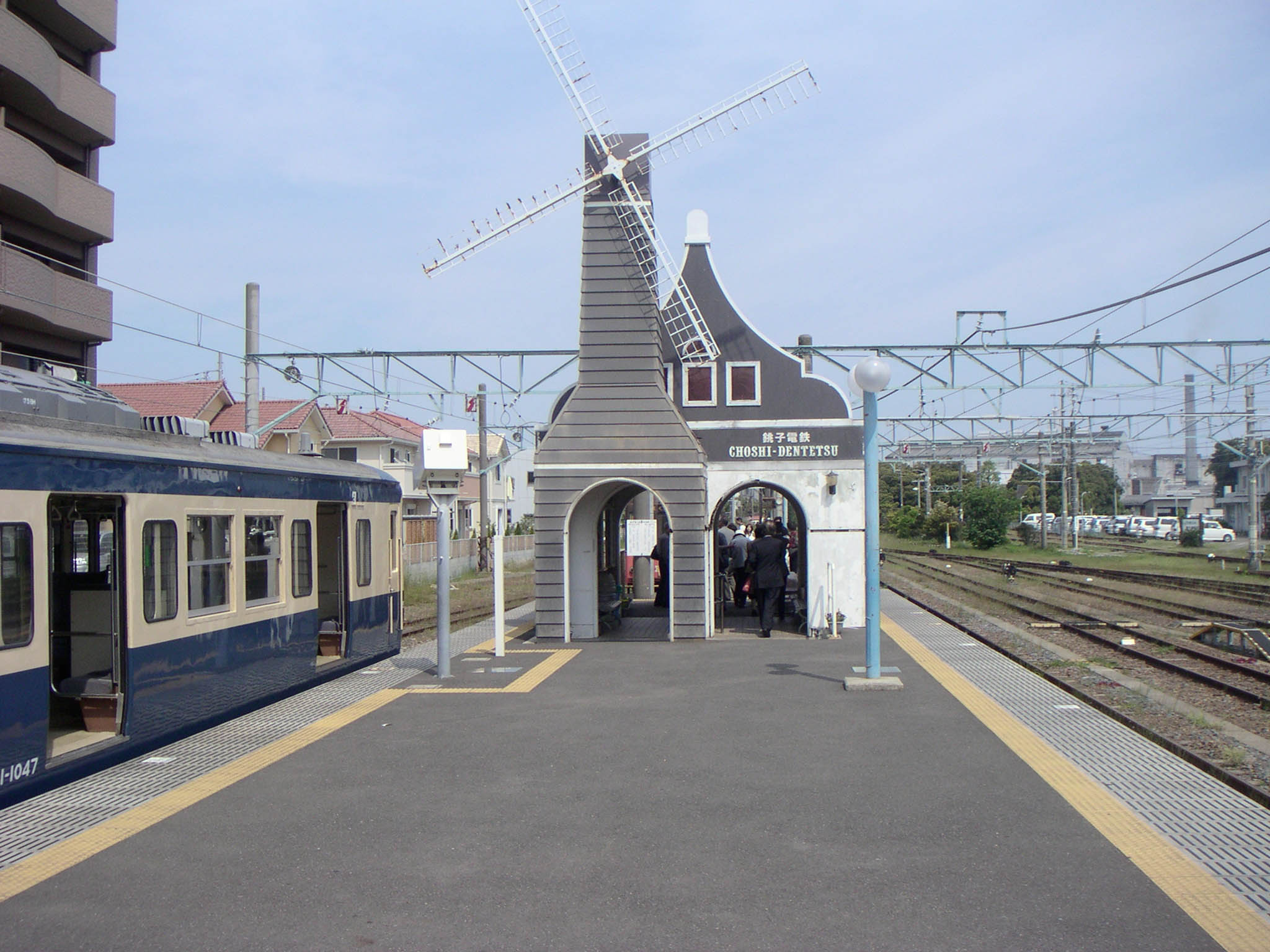
風車小屋風の銚子電鉄旧駅舎（2005年5月）
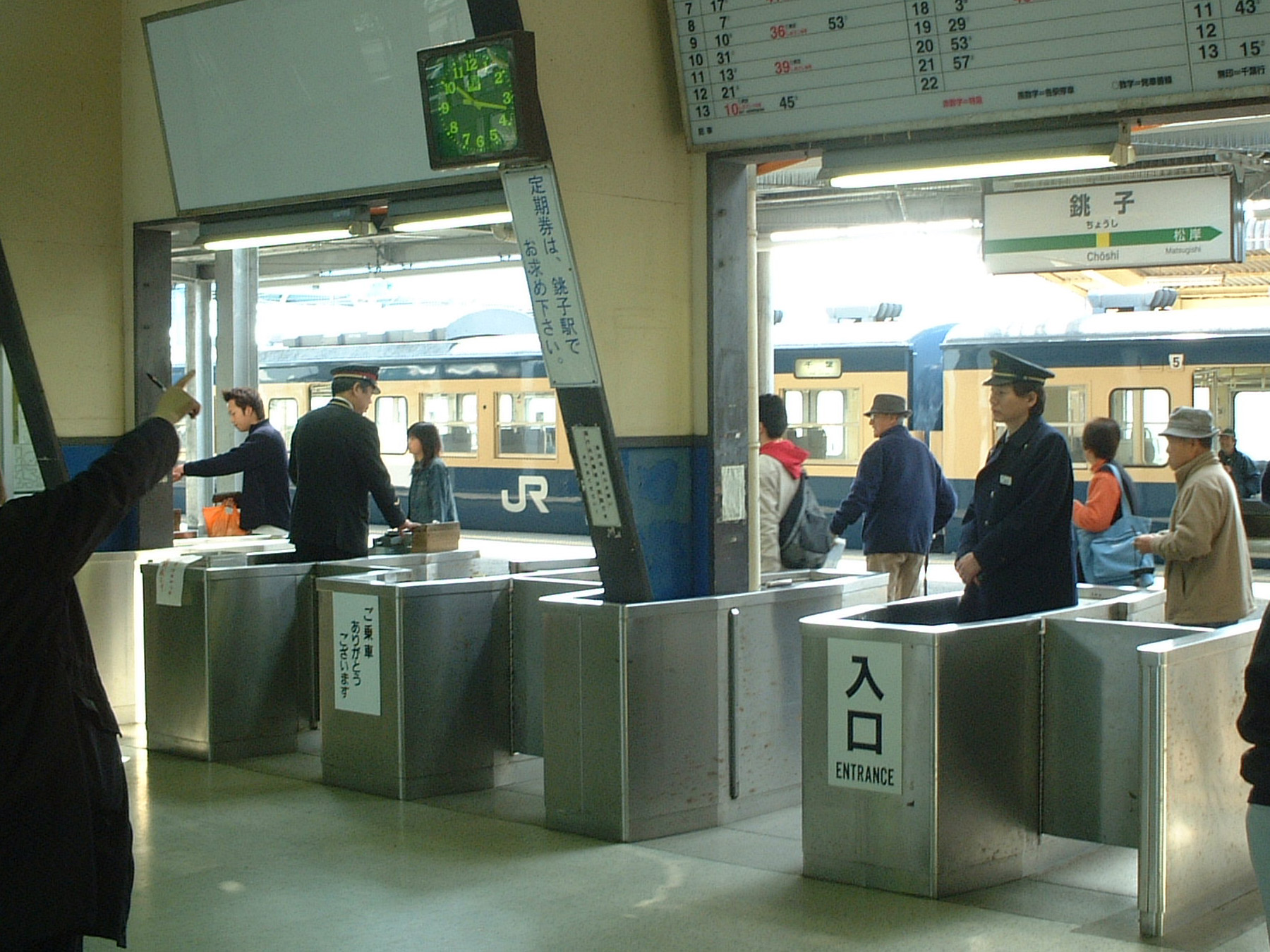
有人改札時代の旧改札口（2004年3月）

## 駅構造
成田統括センターの直営駅であり、管理駅として総武本線の干潟駅 - 松岸駅間の各駅および成田線の下総豊里駅・椎柴駅を管理している。

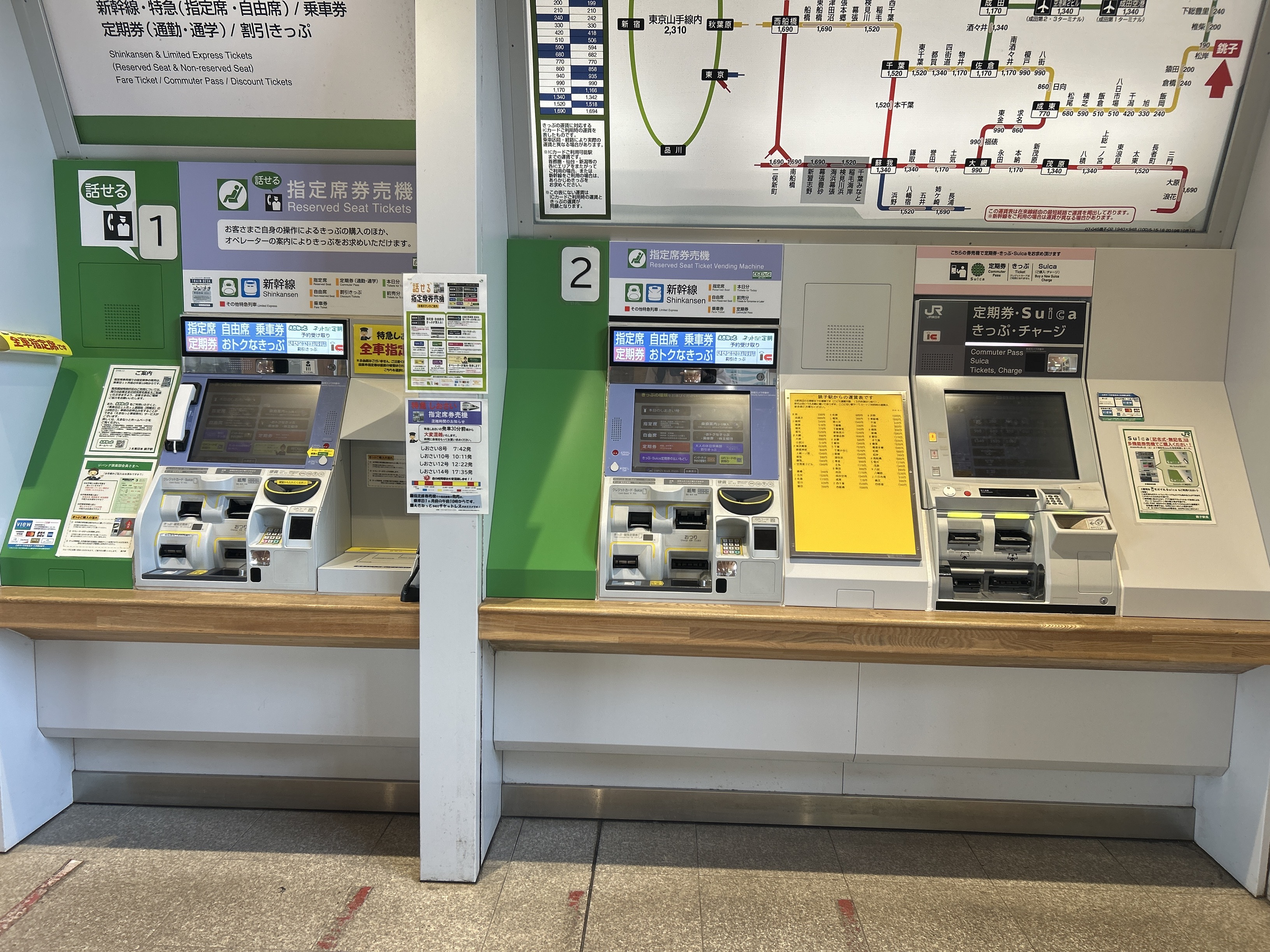

話せる指定席券売機とが設置されている。2025年(令和7年)3月下旬より自動券売機が指定席券売機と置き換えられた。
1948年（昭和23年）1月より使用していたJR線の木造駅舎は、旧海軍の香取航空基地の飛行機格納庫を転用し、駅に改築したものである。その名残で天井が高い構造となっていた。老朽化したことにより現駅舎を建築したため、2016年（平成28年）10月以降、職員の詰所部分を残しその殆どが解体された。2018年（平成30年）3月に竣工した現駅舎は、木造2階建てで、建築面積は576.84平方メートル、延床面積は703.88平方メートルである。「銚子の人々が生み出している『にぎわい』のイメージ」を駅舎のデザインに取り込み、外観は灯台（犬吠埼灯台）を思い起こさせるような白に、内装は「醤油蔵」のイメージでデザインされ、木材の仕上げの一部には千葉県産の「山武杉」を使用している。同年5月19日に銚子市出身の音楽家の厚意により、駅舎通路内にピアノが設置され、誰でも自由に演奏できるようになっている。
単式ホーム1面1線と島式ホーム1面2線および島式ホームの一方を切り取った切欠きホーム1線、計2面4線のホームを持つ地上駅。3番線の南側には5本の留置線、保線用施設、成田統括センター 銚子乗務ユニット(旧 銚子運輸区)があるほか、松岸寄りにも4本の留置線がある。2・3番線ホームの一番奥に銚子電鉄用の切欠きホーム（1面1線）がある。JRと銚子電鉄は線路が繋がっているが、架線電圧が異なるため電車列車の直通は不可能。1番線ホームは駅舎直結、2・3番線ホーム・銚子電鉄線ホームは跨線橋で連絡している（エレベーター設置）。総武本線はCTC線区であるが、当駅は運転取扱駅であり信号制御は信号扱所にて行っている。
なお、ホームすぐ東にある妙見堂踏切は、その東まで駅構内扱いとなっているため、JR東日本が管理している。

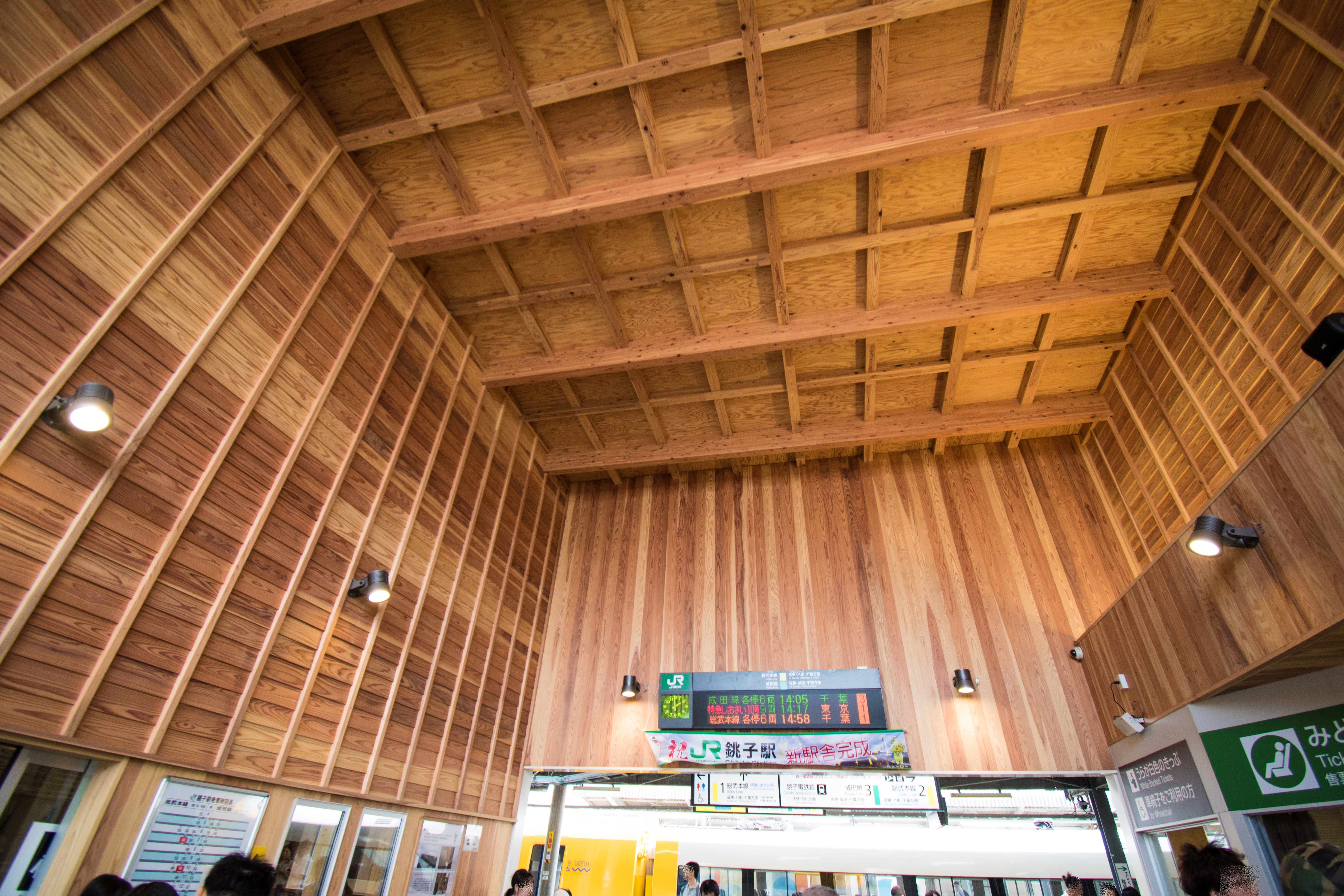
醤油蔵をイメージした駅舎内（2018年5月）
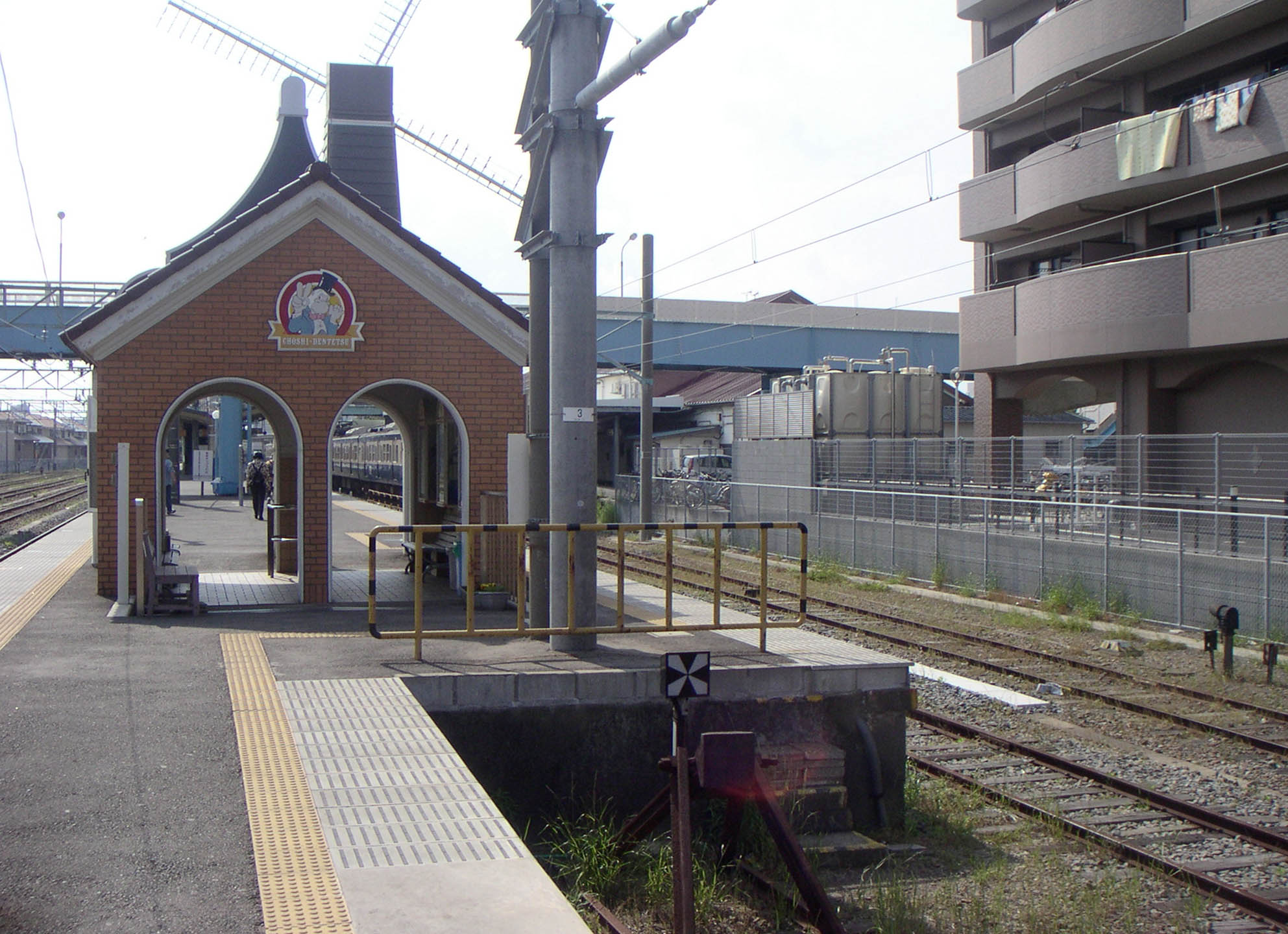
銚子電鉄線ホームの切欠き（2005年5月）
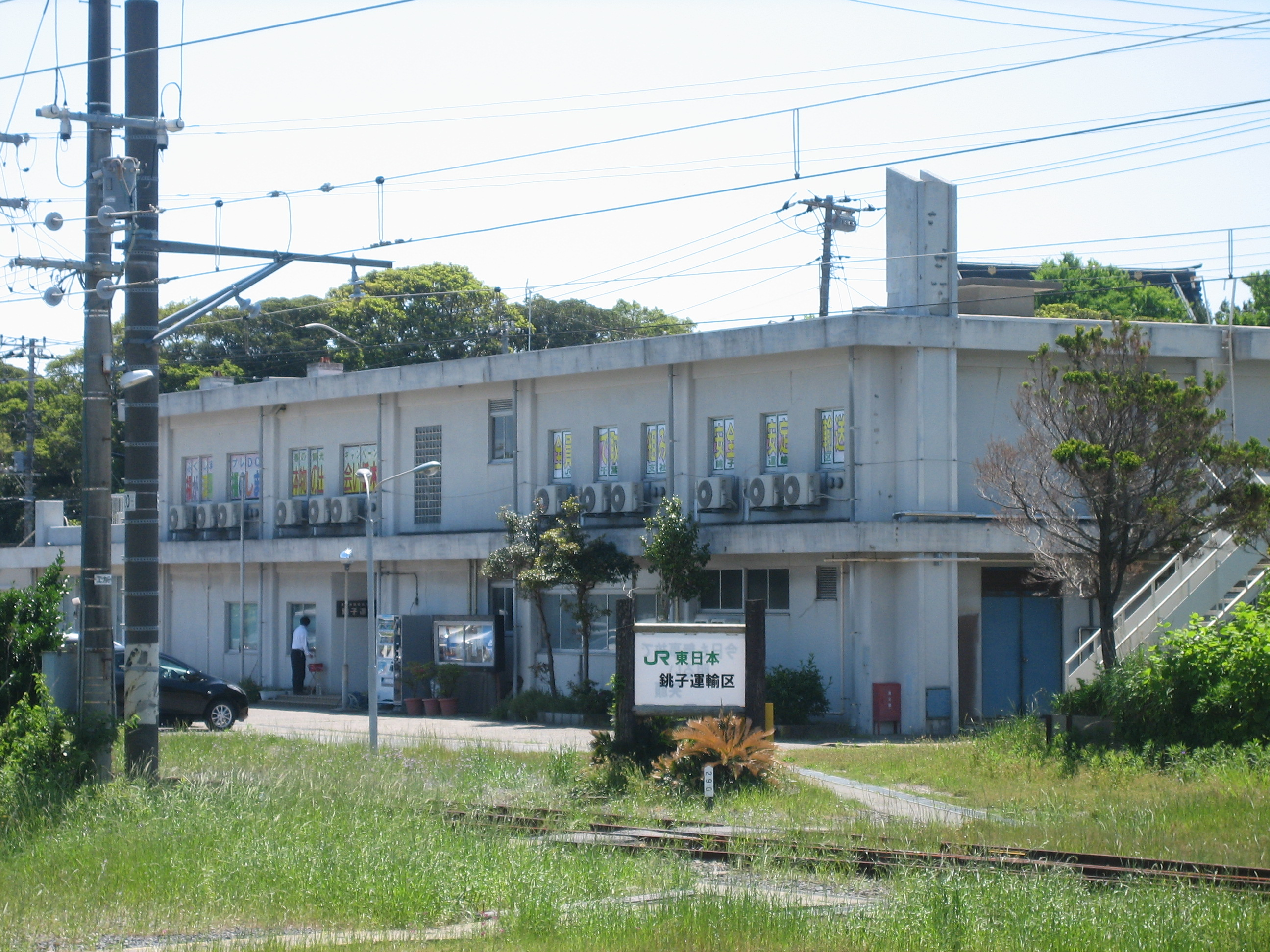
銚子運輸区（2014年5月）
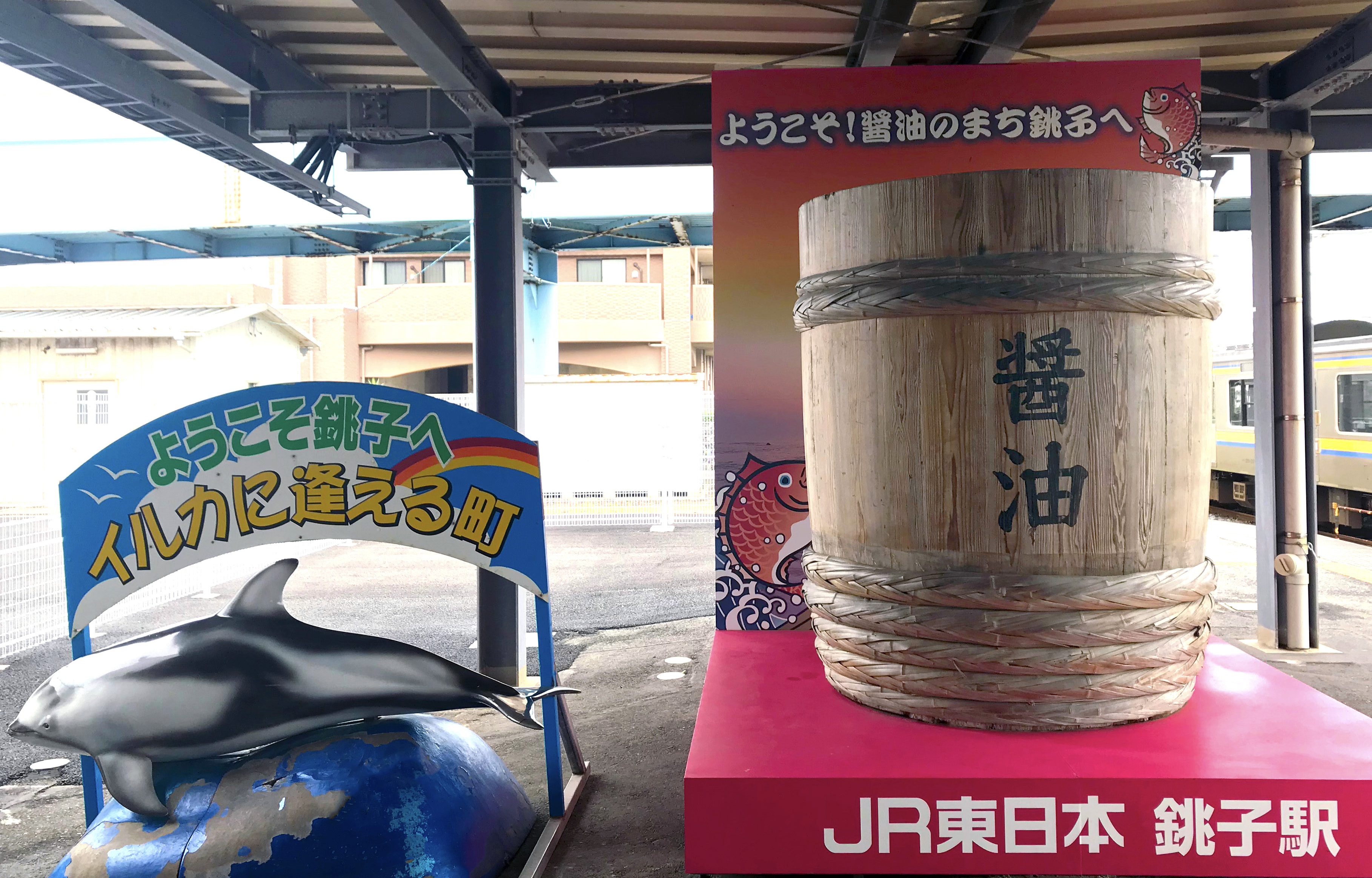
JR1番線ホームにある醤油樽とイルカをモチーフとしたオブジェ（2018年6月）

### 銚子電気鉄道線
銚子電気鉄道線（銚子電鉄線）ホームの出入口（JR線・銚子電鉄線乗換口）には、1991年（平成3年）に建築されたオランダ風の風車のついた駅舎があり、かつてはこの風車が電動で回っていたが、老朽化による破損後、風車の羽根は補修されずそのまま撤去された。2018年（平成30年）6月に内外装の補修工事が実施されたが、風車の羽根が取り付けられることはなく、今後も再設置する予定はないとされる。
運転番線は2番線の一部を使用しているが、営業番線は1 - 3番線までで、4番線以降の運転番線はプラットホームがなく（一般客扱い無しなので）、営業番線「4番線」と呼ばれることもある。JR線と銚子電鉄線とは、駅構内配線の関係及び銚子電鉄の購入した車両搬入のためレールの接続はなされているが、両鉄道の架線電圧が違うので、架線の接続はなされていない。かつてはこの駅で国鉄と銚子電鉄線とで貨車の受け渡しを、また行楽シーズンは車体幅の狭い国鉄キハ17形によって編成された直通列車が外川駅まで運転されていたが、後に国鉄側がキハ20系などの車体幅の広い車両を導入したことにより、銚子電鉄線内に乗り入れ不可能となったため中止された。
駅員は犬吠埼での初日の出参拝客輸送などの多客時以外は配置されていないので、銚子電鉄線の乗車券は銚子電鉄線の電車に乗務する車掌か、JRの駅舎内（改札外）に設置されている多機能券売機から購入することになる。ただし、一日乗車券である「弧廻手形（こまわりてがた）」等の割引切符は、JRの駅舎内の多機能券売機・窓口では販売されていないため、駅員に申告し有人改札から入場したのち、銚子電鉄線の電車に乗務する車掌から購入する。SuicaなどのICカードは利用できないため、他駅よりICで乗車した上で引き続き当駅から銚子電鉄線を利用したい場合は、改札口か銚子電鉄のりばの手前にあるIC読み取り機で出場処理をする必要がある。もしも他駅からICカードで自動改札機を使って乗車し、当駅で出場処理をせず銚子電鉄線を利用した場合は、車掌または着駅でその旨を申し出て運賃を支払い、後でICカード対応駅で出場処理をする必要がある。

### のりば
| 番線                                       | 路線        | 行先                 | 備考                       |
| ------------------------------------------ | ----------- | -------------------- | -------------------------- |
| JR線ホーム                                 |             |                      |                            |
| 1                                          | ■総武本線   | 成東・八街・千葉方面 | 特急「しおさい」・各駅停車 |
| 1                                          | ■成田線     | 佐原・成田方面       | 一部の列車                 |
| 2                                          | ■総武本線   | 成東・八街・千葉方面 | 各駅停車                   |
| 3                                          | ■成田線     | 佐原・成田・千葉方面 | 大半の列車                 |
| 銚子電鉄線ホーム（JR2・3番線ホーム下り方） |             |                      |                            |
|                                            | ■銚子電鉄線 | 犬吠・外川方面       |                            |

（出典：JR東日本:駅構内図）
| 運転番線 | 営業番線 | ホーム     | 千葉方面着発 | 外川方面着発 | 旧新生方引上げ線着発 | 松岸方電留線着発 | 備考                   |
| -------- | -------- | ---------- | ------------ | ------------ | -------------------- | ---------------- | ---------------------- |
| 1        | 1        | 11両分     | 到着・出発可 | 不可         | 入出区可             | 入出区可         | 外川方架線なし         |
| 2        | 2        | 10両分     | 到着・出発可 | 不可         | 入出区可             | 入出区可         | 外川方架線なし         |
| 銚鉄     |          | 2両分      | 不可         | 到着・出発可 | 入出区可             | 不可             | 直流600V架線           |
| 3        | 3        | 11両分     | 到着・出発可 | 不可         | 入出区可             | 入出区可         | 外川方架線なし         |
| 4        |          | ホームなし | 到着・出発可 | 不可         | 入出区可             | 不可             | 外川方架線なし         |
| 5        |          | ホームなし | 到着・出発可 | 不可         | 入出区可             | 不可             | 外川方架線なし         |
| 6        |          | ホームなし | 不可         | 不可         | 入出区可             | 不可             | 留置線、外川方架線なし |
| 7        |          | ホームなし | 不可         | 不可         | 入出区可             | 不可             | 留置線、架線なし       |
| 8        |          | ホームなし | 不可         | 不可         | 不可                 | 不可             | 留置線                 |

- 夜間、運転1 - 運転7番線や松岸寄りにある電留線（電留1番 - 電留4番線）に特急列車及び普通列車が留置される。
- 運転4番 - 運転8番線と、ホームとの入出区は、松岸方の本線上にてスイッチバックを行う。
- 旧新生方の引上げ線は非電化である。工事列車の機回し等で使用される。

JR東日本
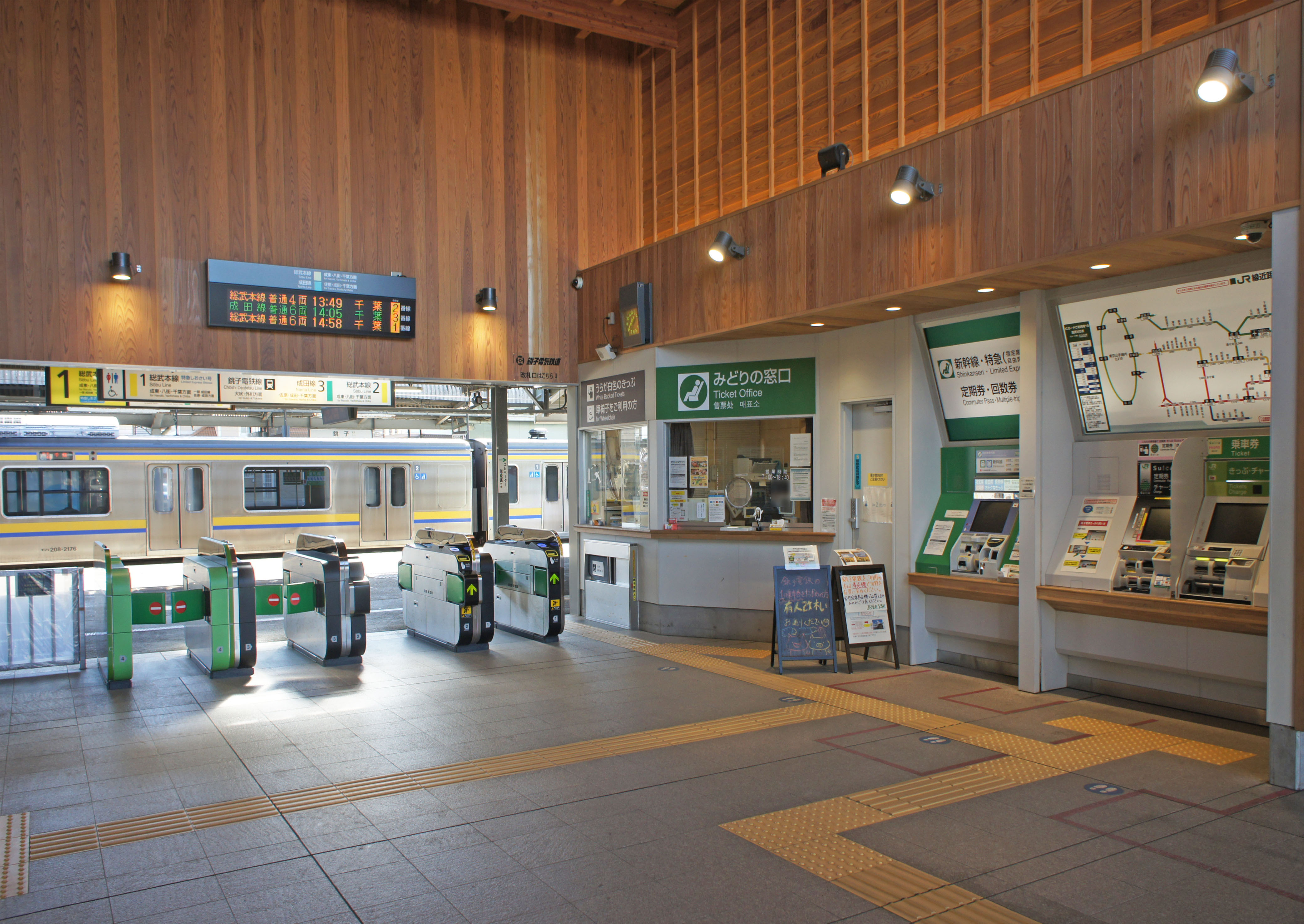
改札口と券売機（2022年2月）
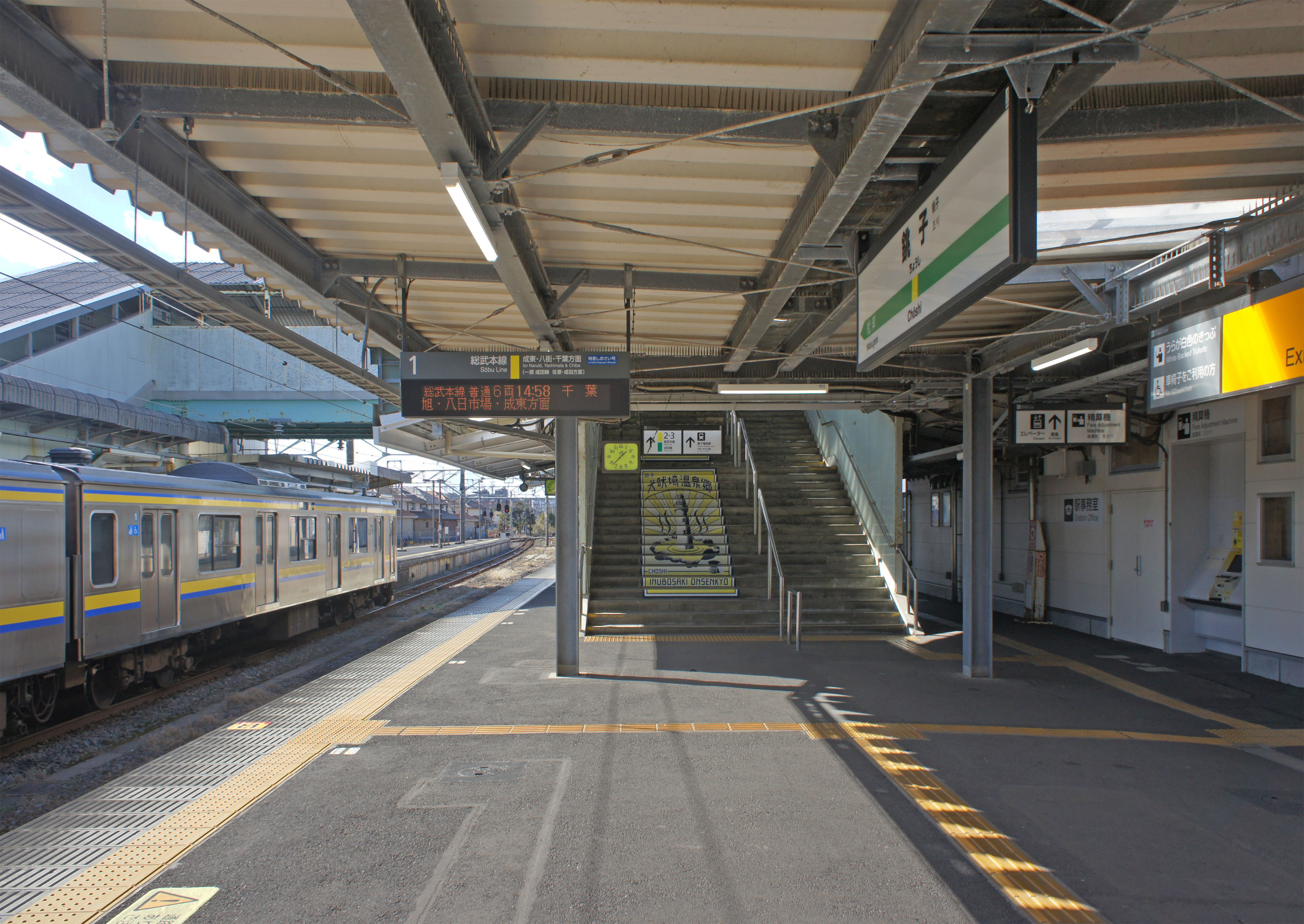
JR1番線ホーム（2022年2月）
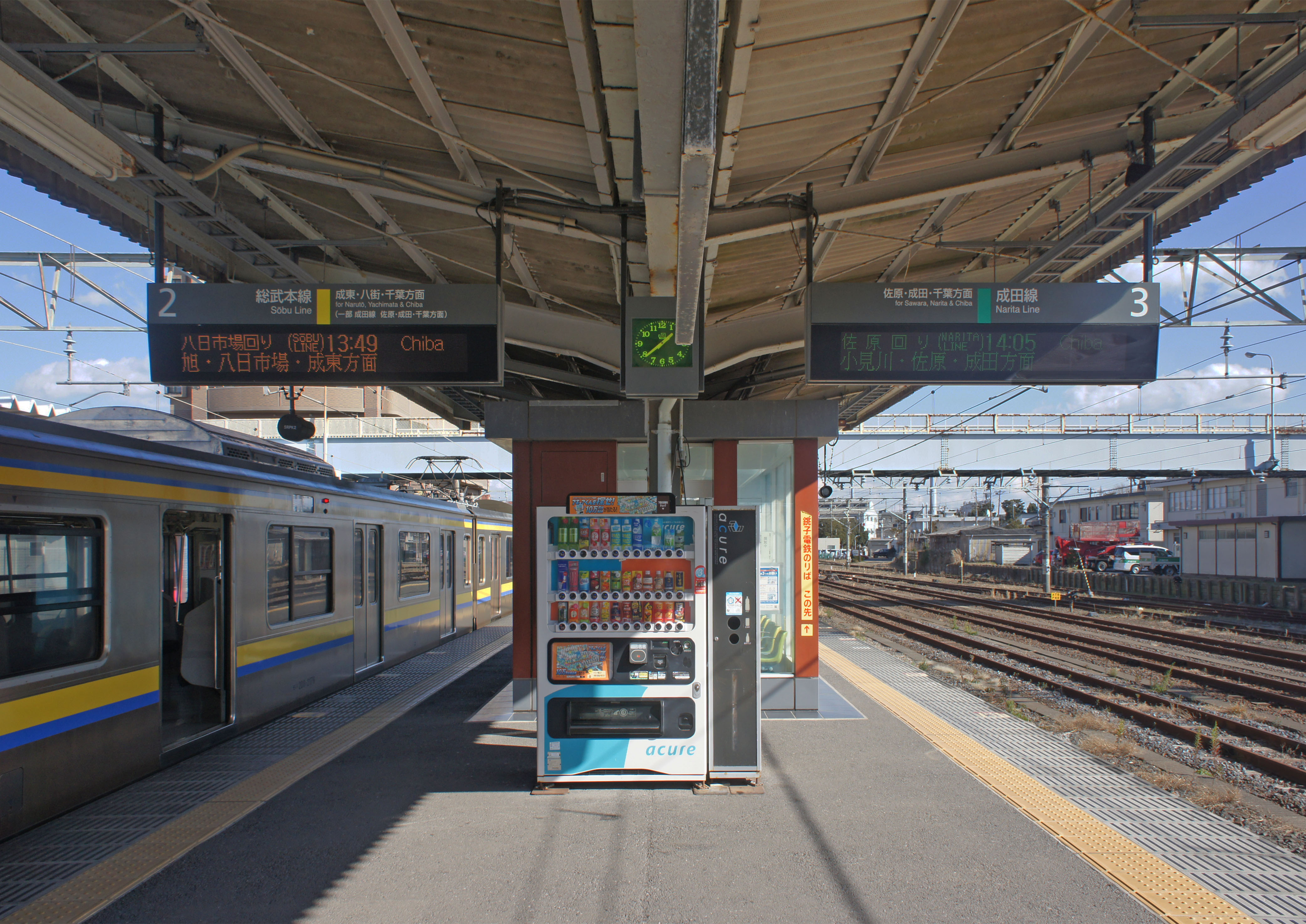
JR2・3番線ホーム（2022年2月）

銚子電気鉄道
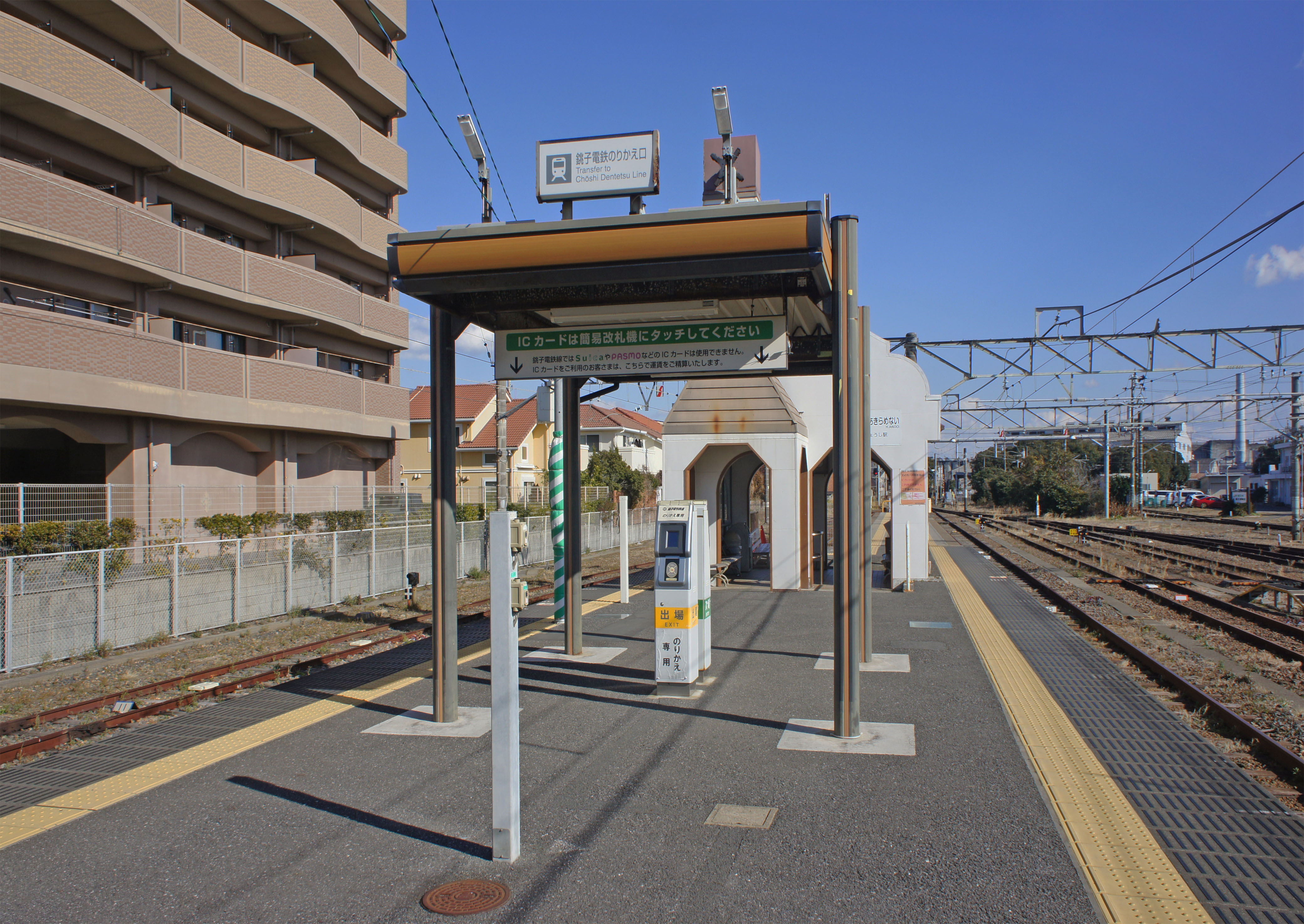
JR・銚子電気鉄道乗換改札口 JR2・3番線ホーム上に設置されている。（2022年2月）
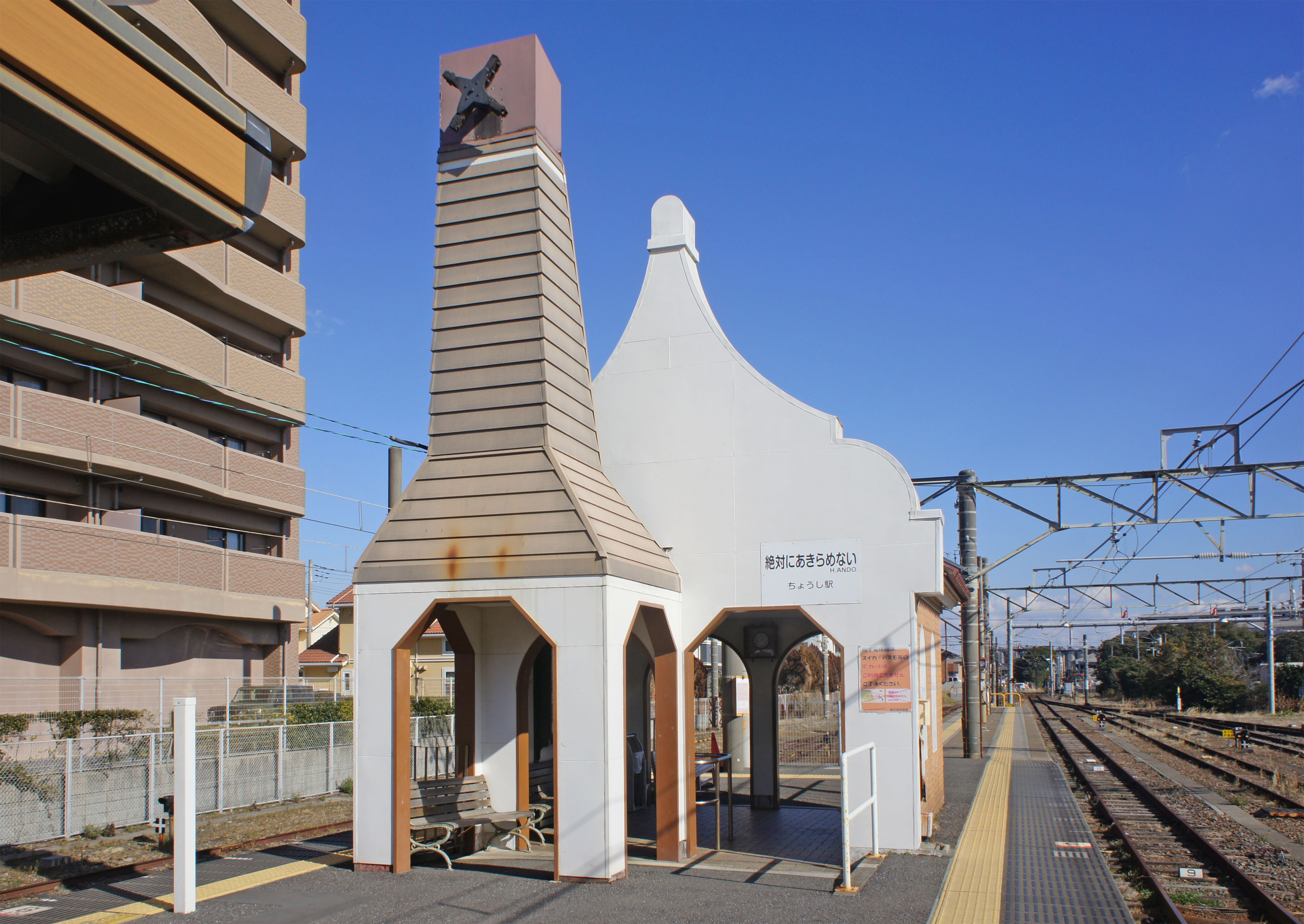
銚子電気鉄道駅舎 JR2・3番線ホーム上に設置されている。（2022年2月）
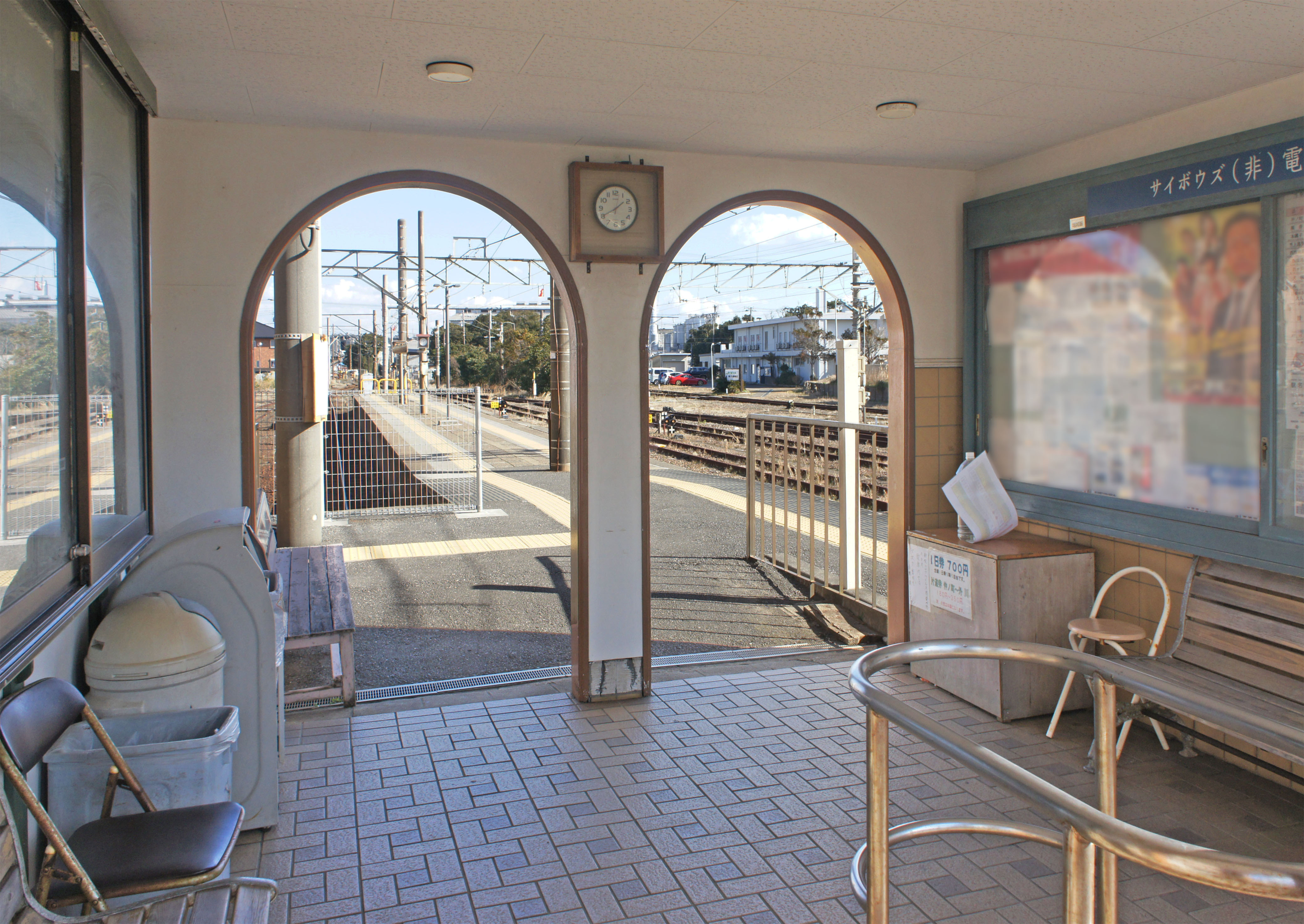
銚子電気鉄道待合室（2022年2月）
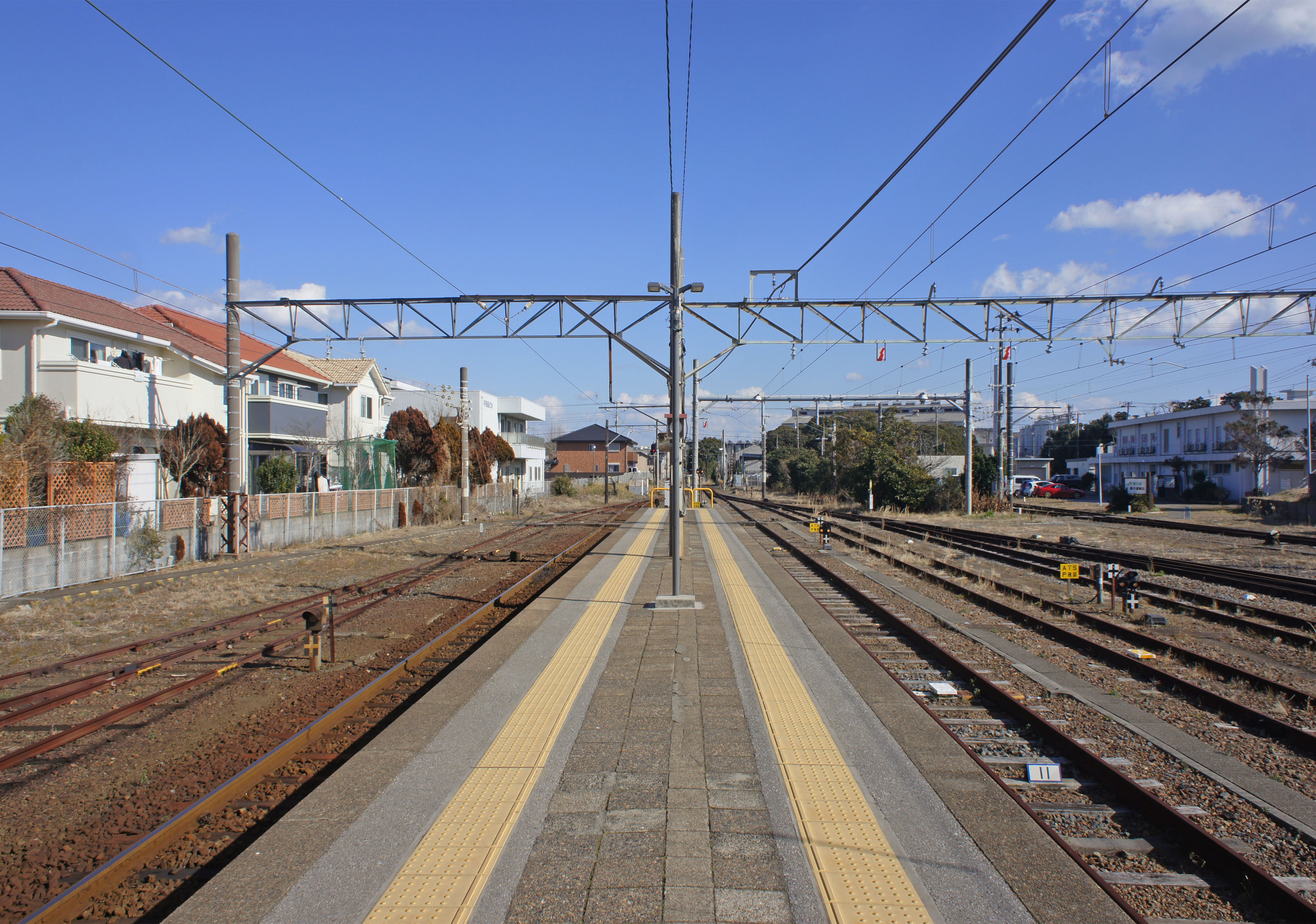
銚子電気鉄道ホーム（2022年2月）

## 利用状況
- JR東日本 - 2023年度の1日平均乗車人員は2,578人である[JR 1]。
- 銚子電鉄 - 2022年度の1日平均乗車人員は391人である。

### 年度別1日平均乗車人員（1953年 - 2000年）
| 年度               | 国鉄 / JR東日本 | 銚子電気鉄道 | 出典              |
| ------------------ | --------------- | ------------ | ----------------- |
| 1953年（昭和28年） | 5,681           |              | [ 千葉県統計 1 ]  |
| 1954年（昭和29年） | 5,687           |              | [ 千葉県統計 2 ]  |
| 1955年（昭和30年） | 5,798           |              | [ 千葉県統計 3 ]  |
| 1956年（昭和31年） | 5,866           |              | [ 千葉県統計 4 ]  |
| 1957年（昭和32年） | 5,967           |              | [ 千葉県統計 5 ]  |
| 1958年（昭和33年） | 6,271           |              | [ 千葉県統計 6 ]  |
| 1959年（昭和34年） | 6,721           |              | [ 千葉県統計 7 ]  |
| 1960年（昭和35年） | 6,977           |              | [ 千葉県統計 8 ]  |
| 1961年（昭和36年） | 7,214           |              | [ 千葉県統計 9 ]  |
| 1962年（昭和37年） | 7,673           |              | [ 千葉県統計 10 ] |
| 1963年（昭和38年） | 7,980           |              | [ 千葉県統計 11 ] |
| 1964年（昭和39年） | 8,257           |              | [ 千葉県統計 12 ] |
| 1965年（昭和40年） | 9,019           |              | [ 千葉県統計 13 ] |
| 1966年（昭和41年） | 9,262           |              | [ 千葉県統計 14 ] |
| 1967年（昭和42年） | 9,505           |              | [ 千葉県統計 15 ] |
| 1968年（昭和43年） | 9,183           |              | [ 千葉県統計 16 ] |
| 1969年（昭和44年） | 7,784           |              | [ 千葉県統計 17 ] |
| 1970年（昭和45年） | 7,327           |              | [ 千葉県統計 18 ] |
| 1971年（昭和46年） | 7,205           |              | [ 千葉県統計 19 ] |
| 1972年（昭和47年） | 7,237           |              | [ 千葉県統計 20 ] |
| 1973年（昭和48年） | 7,206           |              | [ 千葉県統計 21 ] |
| 1974年（昭和49年） | 7,234           |              | [ 千葉県統計 22 ] |
| 1975年（昭和50年） | 6,915           | 1,055        | [ 千葉県統計 23 ] |
| 1976年（昭和51年） | 7,346           | 1,105        | [ 千葉県統計 24 ] |
| 1977年（昭和52年） | 7,210           | 1,076        | [ 千葉県統計 25 ] |
| 1978年（昭和53年） | 7,084           | 986          | [ 千葉県統計 26 ] |
| 1979年（昭和54年） | 6,937           | 1,058        | [ 千葉県統計 27 ] |
| 1980年（昭和55年） | 6,904           | 1,176        | [ 千葉県統計 28 ] |
| 1981年（昭和56年） | 6,780           | 1,263        | [ 千葉県統計 29 ] |
| 1982年（昭和57年） | 6,783           | 1,215        | [ 千葉県統計 30 ] |
| 1983年（昭和58年） | 6,970           | 1,149        | [ 千葉県統計 31 ] |
| 1984年（昭和59年） | 7,114           | 1,131        | [ 千葉県統計 32 ] |
| 1985年（昭和60年） | 7,075           | 1,207        | [ 千葉県統計 33 ] |
| 1986年（昭和61年） | 7,191           | 1,002        | [ 千葉県統計 34 ] |
| 1987年（昭和62年） | 5,977           | 922          | [ 千葉県統計 35 ] |
| 1988年（昭和63年） | 5,343           | 904          | [ 千葉県統計 36 ] |
| 1989年（平成元年） | 5,142           | 838          | [ 千葉県統計 37 ] |
| 1990年（平成02年） | 5,261           | 849          | [ 千葉県統計 38 ] |
| 1991年（平成03年） | 5,133           | 874          | [ 千葉県統計 39 ] |
| 1992年（平成04年） | 5,084           | 877          | [ 千葉県統計 40 ] |
| 1993年（平成05年） | 4,933           | 1,028        | [ 千葉県統計 41 ] |
| 1994年（平成06年） | 4,809           | 913          | [ 千葉県統計 42 ] |
| 1995年（平成07年） | 4,800           | 801          | [ 千葉県統計 43 ] |
| 1996年（平成08年） | 4,806           | 807          | [ 千葉県統計 44 ] |
| 1997年（平成09年） | 4,677           | 797          | [ 千葉県統計 45 ] |
| 1998年（平成10年） | 4,496           | 789          | [ 千葉県統計 46 ] |
| 1999年（平成11年） | 4,377           | 784          | [ 千葉県統計 47 ] |
| 2000年（平成12年） | 4,174           | 713          | [ 千葉県統計 48 ] |

### 年度別1日平均乗車人員（2001年以降）
| 年度               | JR東日本 | 銚子電気鉄道 | 出典              |
| ------------------ | -------- | ------------ | ----------------- |
| 2001年（平成13年） | 4,055    | 711          | [ 千葉県統計 49 ] |
| 2002年（平成14年） | 3,868    | 662          | [ 千葉県統計 50 ] |
| 2003年（平成15年） | 3,768    | 647          | [ 千葉県統計 51 ] |
| 2004年（平成16年） | 3,743    | 650          | [ 千葉県統計 52 ] |
| 2005年（平成17年） | 3,693    | 658          | [ 千葉県統計 53 ] |
| 2006年（平成18年） | 3,605    | 674          | [ 千葉県統計 54 ] |
| 2007年（平成19年） | 3,481    | 935          | [ 千葉県統計 55 ] |
| 2008年（平成20年） | 3,324    | 889          | [ 千葉県統計 56 ] |
| 2009年（平成21年） | 3,249    | 795          | [ 千葉県統計 57 ] |
| 2010年（平成22年） | 3,352    | 673          | [ 千葉県統計 58 ] |
| 2011年（平成23年） | 3,366    | 473          | [ 千葉県統計 59 ] |
| 2012年（平成24年） | 3,395    | 518          | [ 千葉県統計 60 ] |
| 2013年（平成25年） | 3,426    | 483          | [ 千葉県統計 61 ] |
| 2014年（平成26年） | 3,303    | 408          | [ 千葉県統計 62 ] |
| 2015年（平成27年） | 3,365    | 401          | [ 千葉県統計 63 ] |
| 2016年（平成28年） | 3,264    | 410          | [ 千葉県統計 64 ] |
| 2017年（平成29年） | 3,203    | 410          | [ 千葉県統計 65 ] |
| 2018年（平成30年） | 3,174    | 384          | [ 千葉県統計 66 ] |
| 2019年（令和元年） | 3,045    | 354          | [ 千葉県統計 67 ] |
| 2020年（令和02年） | 2,230    | 291          | [ 千葉県統計 68 ] |
| 2021年（令和03年） | 2,474    | 337          | [ 千葉県統計 69 ] |
| 2022年（令和04年） | 2,573    | 391          | [ 千葉県統計 70 ] |
| 2023年（令和05年） | 2,578    |              |                   |

## 駅周辺
北側は銚子市の中心市街地であり、行政機関、金融機関、公共施設などが集約している。駅前の千葉県道37号銚子停車場線（シンボルロード）には商店街があり、銚子駅前交差点付近までアーケードが続いている。また、観光地であることから土産店が点在する。銚子電鉄の仲ノ町駅は、当駅から約650メートル（徒歩約8分）に位置する。
交通の要衝として銚子大橋前交差点は、国道124号・国道126号・国道356号・千葉県道244号外川港線の起点となっており、それぞれ茨城県水戸市方面（銚子大橋（利根川河口）を渡る）・千葉市方面・我孫子市方面・外川漁港方面へと繋がる。また、駅前ロータリーは複数のバス路線の発着点（バス停留所）として整備されており、千葉科学大学や銚子マリーナ、鹿島神宮駅のほか、医療機関（旭中央病院、神栖済生会病院）、大型商業施設（イオンモール銚子、酒々井プレミアム・アウトレット）、東京都の都心方面（東京駅）などにアクセスすることが出来る。

### 北側
駅出入口側であり、駅前ロータリーが整備されている。
- 銚子市役所
- 銚子市保健福祉センターすこやかな学びの城
- 銚子労働基準監督署
- 銚子市消防本部・銚子市消防署
- 銚子警察署銚子駅前交番
- 銚子商工会議所
- 銚子公共職業安定所
- 銚子よみうりホール
- 銚子市立銚子中学校
- 銚子市立双葉小学校
- 銚子郵便局
- 銚子本通郵便局
- 銚子信用金庫本店
- 銚子商工信用組合本店
- 千葉銀行銚子支店
- 千葉興業銀行銚子支店
- 京葉銀行銚子支店
- 常陽銀行銚子支店
- 中央労働金庫銚子支店
- JAちばみどり銚子支店
- ヒゲタ醤油銚子事務所
- ヤマサ醤油本社（徒歩約10分、最寄り駅は仲ノ町駅）
- 銚子テレビ放送本社
- 銚子セレクト市場
  - 銚子ジオパークビジターセンター
- タイヨー 銚子店
- Bマート（スーパーマーケット）
- ヤックスドラッグ銚子松本店
- 駅レンタカー銚子営業所
- 銚子プラザホテル
- ホテルサンライズ銚子
- ホテルルートイン銚子駅西

### 南側
駅出入口より駅前交番に隣接する跨線橋を渡る必要がある。
- 銚子警察署（徒歩約20分）
- 銚子税務署
- 銚子簡易裁判所
- 千葉県海匝健康福祉センター（海匝保健所）
- 千葉県出先機関 健康福祉部・銚子児童相談所
- 旭県税事務所銚子支所
- 千葉県立銚子高等学校（徒歩約20分、最寄り駅は観音駅）
- 千葉県立銚子商業高等学校
- 銚子市立銚子高等学校
- 銚子市立春日小学校
- 千葉県生涯大学校東総学園
- 銚子清川町郵便局
- 銚子信用金庫 清川町支店
- ヒゲタ醤油銚子工場
  - ヒゲタ史料館
- ヤマサ醤油第一工場（徒歩約7分、最寄り駅は仲ノ町駅）
  - しょうゆ味わい体験館
- ゲオ 銚子清川町店
- 妙福寺
  - 藤棚（臥龍の藤）
  - 濱口梧陵君紀徳碑（顕彰碑）
- 浄国寺（松尾芭蕉句碑）
- 威徳寺

## バス路線
「銚子駅」停留所にて、以下の路線が発着する。
| 乗り場 | 運行事業者                    | 路線・行先                                                                                     | 備考 |
| ------ | ----------------------------- | ---------------------------------------------------------------------------------------------- | ---- |
| 1      | 京成タクシーイースト          | 春日台線：春日台方面                                                                           |      |
| 2      | 京成バス千葉イースト          | 旭銚子線：旭駅 イオン線（イオンシャトルバス）：イオン銚子 豊里ニュータウン線：豊里ニュータウン |      |
| 3      | 京成バス千葉イースト          | 利根ライナー号（小見川ルート・佐原ルート）：バスターミナル東京八重洲                           |      |
| 3      | 京成バス 京成バス千葉イースト | 犬吠号：バスターミナル東京八重洲                                                               |      |
| 4      | 京成タクシーイースト          | 川口線：ポートセンター                                                                         |      |
| 5      | 京成バス千葉イースト          | 長崎線：長崎国民宿舎 名洗線：千葉科学大学                                                      |      |
| 6      | 京成タクシーイースト          | 海鹿島線：海鹿島方面 外川線：外川車庫                                                          |      |
| 7      | 関東鉄道                      | 海岸線・利根川線：鹿島神宮駅 波崎海水浴場                                                      |      |

## 隣の駅
東日本旅客鉄道（JR東日本）
■総武本線・■成田線（成田線は松岸駅まで総武本線）
松岸駅 - 銚子駅
銚子電気鉄道（銚子電鉄）
■銚子電気鉄道線
銚子駅（CD01） - 仲ノ町駅（CD02）

### かつて存在した路線
日本国有鉄道
総武本線（貨物支線）
銚子駅 - 新生駅